# Modesta Vžesniauskaitė
Modesta Vžesniauskaitė, née le 17 octobre 1983 à  Panevėžys, est une ancienne coureuse cycliste professionnelle lituanienne. Elle a été championne de Lituanie sur route en 2008. Elle a également terminé cinquième du Tour d'Italie et cinquième des championnats du monde sur route en 2004. Elle a enfin plusieurs top 10 dans des épreuves de Coupe du monde à son actif.

## Biographie
En 2009, sur la troisième course du trophée de la côte étrusque à Santa Luce, Modesta Vžesniauskaité s'échappe avec Linda Villumsen. Elle est battue par cette dernière au sprint.

## Palmarès sur route

### Par années
- 2003
  - 2e étape du Tour de l'Ardèche
  - 11e et  Vainqueure du classement de la meilleure jeune du Tour d'Italie
- 2004
  - 2e étape du Tour de Thuringe
  - 3e du Tour du Trentin
  - 5e du Tour d'Italie
  - 5e des championnats du monde sur route
- 2005
  - GP Carnevale d'Europa à Cento
  - 2e du Grand Prix de Cento
  - 2e du Tour de Saint-Marin
  - 2e du Grand Prix de Saint-Marin
  - 3e du Trofeo Citta di Rosignano
  - 3e des championnats d'Europe sur route espoirs
  - 5e du Grand Prix de Wales (Cdm)
  - 6e de la Primavera Rosa (Cdm)
- 2006
  - 2e du Tour du Trentin
  - 3e du Trofeo Riviera Della Versilia
  - 3e des championnats de Lituanie sur route
  - 6e du Tour de Berne (Cdm)
  - 15e du Tour d'Italie
- 2008
  -  Championne de Lituanie sur route
  - 8e du Grand Prix de Plouay (Cdm)
- 2009
  - 1re étape du Tour de Toscane (contre-la-montre par équipes)
  - 2e du Trophée de la côte étrusque à Santa Luce
- 2010
  - 3e du Grand Prix cycliste de Gatineau

## Grand Tour

### Tour d'Italie
3 participations
- 2003: 11e et  Vainqueure du classement de la meilleure jeune
- 2004: 5e
- 2006: 15e
- 2008: 40e
- 2009: 45e

## Classement UCI
| Année          | 2002 | 2003 | 2004 | 2005 | 2006 | 2007 | 2008 | 2009 | 2010 |
| Classement UCI | 55e  | 66e  | 22e  | 27e  | 57e  | -    | 95e  | 77e  | 78e  |